# Loevelingloh
Koordinaten: 51° 54′ 29″ N, 7° 34′ 51″ O
Loevelingloh (früher auch Lövelingloh) ist eine nach einem Gräftenhof benannte Bauerschaft im westfälischen Münster. Sie liegt im Südwesten der Stadt und zählt zum Stadtteil Amelsbüren.
Loevelingloh dient auch als Straßenname.

## Bedeutung des Namens
Der Name und die Schreibweise wurde 1956 durch den Gemeinderat der Stadt Münster beschlossen. -loh ist eine altertümliche Bezeichnung für ein Waldstück.
Heute ist der Name Loevelingloh vor allem mit der gleichnamigen katholischen Grundschule an der Wiedaustraße in Münster-Amelsbüren verbunden. Anfang des 20. Jahrhunderts wurde sie an der Straße Kappenberger Damm errichtet, um Kinder aus dem Ortsteil Loevlingloh und Wilbrenning. 1902 wurde der Unterricht aufgenommen.